# Józef Palka
Józef Palka (ur. 12 września 1935 w Krasowach, zm. 26 marca 2011 w Katowicach) — ksiądz katolicki, proboszcz parafii Najświętszego Serca Pana Jezusa w Piaśnikach, dzielnicy Świętochłowic.
Urodził w Krasowach jako syn Ludwika i Marty z domu Blaut. W kościele parafialnym w Krasowach przyjął: chrzest - 15 września 1935, I komunię świętą – 14 lipca 1946 i bierzmowanie - 1 października 1950. W swojej rodzinnej miejscowości uczęszczał do Szkoły Podstawowej (od 1942 do niemieckiej, w latach 1945-1950 do polskiej). Następnie uczył się w Liceum Ogólnokształcącym w Mysłowicach. Od 1948 był członkiem Krucjaty Eucharystycznej.
Po zdaniu w 1954 egzaminu dojrzałości został przyjęty do Śląskiego Seminarium Duchownego w Krakowie. Święceń diakonatu udzielił mu 10 kwietnia 1960 w kaplicy seminaryjnej w Krakowie biskup Herbert Bednorz. Z rąk tego samego biskupa przyjął w katedrze w Katowicach święcenia prezbiteratu, dnia 26 czerwca 1960.
Posługę duszpasterską pełnił jako wikariusz w parafiach: Matki Bożej Nieustającej Pomocy w Szopienicach (1960-1965), Chrystusa Króla w Golejowie (1965-1968), Narodzenia NMP w Kończycach Małych (1968-1970), św. Wawrzyńca w Wirku (1970-1974) i św. Katarzyny w Jastrzębiu Górnym.
W 1977 rozpoczął służbę kapłańską w parafii Najświętszego Serca Pana Jezusa w Świętochłowicach – Piaśnikach, najpierw jako wikariusz ekonom, a już po czterech miesiącach jako proboszcz. Cennym pomnikiem jego 25-letniej pracy w tej parafii jest nowo wybudowany kościół i probostwo.
W 2002 przeszedł na emeryturę i zamieszkał w Piaśnikach. W tym samym też roku otrzymał Sokoli Laur im. Augustyna Świdra. Był członkiem zarządu i kapelanem klubu piłkarskiego Śląsk Świętochłowice. Ostatnie miesiące życia, ze względu na pogarszający się stan zdrowia, spędził w Domu Świętego Józefa w Katowicach. Zmarł 26 marca 2011 w szpitalu w Katowicach. Pochowany został na cmentarzu w Piaśnikach.